# Segunda Categoría del Carchi 2019
El Campeonato Provincial de Segunda Categoría de Carchi 2019 fue un torneo de fútbol en Ecuador en el cual compitieron equipos de la provincia de Carchi. El torneo fue organizado por la Asociación de Fútbol Profesional del Carchi (AFC) y avalado por la Federación Ecuatoriana de Fútbol. El torneo empezó el 26 de mayo de 2019 y finalizara en el mes de julio de 2019. Participaran 3 clubes de fútbol y se entregara 1 cupo al Zonal de Ascenso de la Segunda Categoría 2019 por el ascenso a la Serie B, además el campeón provincial clasifica a la primera fase de la Copa Ecuador 2020.

## Sistema de campeonato
El sistema determinado por la Asociación de Fútbol Profesional del Carchi fue el siguiente: 
- Se jugó una etapa única con los 3 equipos establecidos, todos contra todos ida y vuelta (6 fechas), al final el equipo que terminara en primer lugar clasificara a los zonales  de Segunda Categoría 2019 y a la primera fase de la Copa Ecuador 2020.

## Equipos por cantón
| Cantón             | N.º | Equipos                     |
| ------------------ | --- | --------------------------- |
| Tulcán             | 2   | - Dunamis - Carchi 04 F. C. |
| San Pedro de Huaca | 1   | - Atlético Huaca            |

## Clasificación
|  |    | Equipo          | PJ | PG | PE | PP | GF | GC | DG | PTS |
|  | -- | --------------- | -- | -- | -- | -- | -- | -- | -- | --- |
|  | 1. | Atlético Huaca  | 5  | 4  | 0  | 1  | 14 | 6  | +8 | 12  |
|  | 2. | Dunamis         | 6  | 1  | 2  | 2  | 5  | 8  | -3 | 5   |
|  | 3. | Carchi 04 F. C. | 5  | 1  | 2  | 3  | 8  | 13 | -5 | 5   |

|  | Campeón y clasificado a los zonales de Segunda Categoría 2019 y la primera fase de la Copa Ecuador 2020. |

## Evolución de la clasificación

### Primera vuelta
| Equipo / Jornada | 01 | 02 | 03 | 04 | 05 | 06 |
| ---------------- | -- | -- | -- | -- | -- | -- |
| Atlético Huaca   | 3  | 1  | 1  | 1  | 1  | 1  |
| Carchi 04 F. C.  | 1  | 2  | 3  | 2  | 2  | 2  |
| Dunamis          | 2  | 3  | 2  | 3  | 3  | 3  |

### Segunda vuelta
| Equipo / Jornada | 07 | 08 | 09 | 10 | 11 | 12 |
| ---------------- | -- | -- | -- | -- | -- | -- |
| Atlético Huaca   | 1  | 1  | 1  | 1  | 1  |    |
| Dunamis          | 3  | 2  |    |    |    |    |
| Carchi 04 F. C.  | 2  | 3  |    |    |    |    |

## Resultados

### Primera vuelta
| Carchi 04 FC | 2 - 2 | Dunamis | Olímpico (Tulcán) | 26 de mayo | 14:00 |

| Dunamis | 1 - 2 | Atlético Huaca | Olímpico (Tulcán) | 29 de mayo | 16:00 |

| Carchi 04 FC | 2 - 4 | Atlético Huaca | Olímpico (Tulcán) | 6 de junio | 16:00 |

| Dunamis | 0 - 1 | Carchi 04 FC | Olímpico (Tulcán) | 9 de junio | 15:30 |

| Atlético Huaca | 2 - 0 | Dunamis | Olímpico (Tulcán) | 13 de junio | 16:00 |

| Atlético Huaca | 6 - 2 | Carchi 04 FC | Olímpico (Tulcán) | 16 de junio | 15:30 |

### Segunda vuelta
| Carchi 04 FC | 1 - 1 | Dunamis | Olímpico (Tulcán) | 23 de junio | 15:30 |

| Dunamis | 1 - 0 | Atlético Huaca | Olímpico (Tulcán) | 26 de junio | 16:00 |

| Carchi 04 FC | - | Atlético Huaca | Olímpico (Tulcán) | 30 de junio | 15:30 |

| Dunamis | - | Carchi 04 FC | Olímpico (Tulcán) | 7 de julio | 15:30 |

| Atlético Huaca | - | Dunamis | Olímpico (Tulcán) | 14 de julio | 15:30 |

| Atlético Huaca | - | Carchi 04 FC | Olímpico (Tulcán) | 17 de julio | 16:00 |

## Campeón
| |
| |
| Atlético Huaca 1.er título Clasifica a los zonales de la Segunda Categoría 2019 y a la Copa Ecuador 2020 |

## Goleadores
- Actualizado el 27 de junio de 2019

| Jugador                | Equipo          | Goles |
| ---------------------- | --------------- | ----- |
| 1. Juan Daniel Mina    | Atlético Huaca  | 5     |
| 2. Angelo Nazareno     | Atlético Huaca  | 3     |
| 3. Edmundo Zura        | Carchi 04 F. C. | 3     |
| 4. Ariel Castro Medina | Atlético Huaca  | 3     |